# 龍平路
龙平路（又叫龙平公路，平龙公路，平龙路），全程由廣東省深圳市龍崗區龍崗街道龙岗立交经东莞市凤岗镇到深圳市龍崗區平湖街道辅城坳平龙环观南路口，是 359省道的唯一一条跨市路段；其中龍崗區龍崗街道龙岗立交至龍城街道的一段，以与龙城大道的路口为界分为龍平東路及龍平西路，而本路在东莞凤岗镇一段，除了龙平西路外，又名龙平大道，至于本路在平湖的一段又名平龙东路。
龙平路現屬广东 359省道（西宝线）其中一段。
深圳段始建于1994——1996年，东莞段始建于1999年。

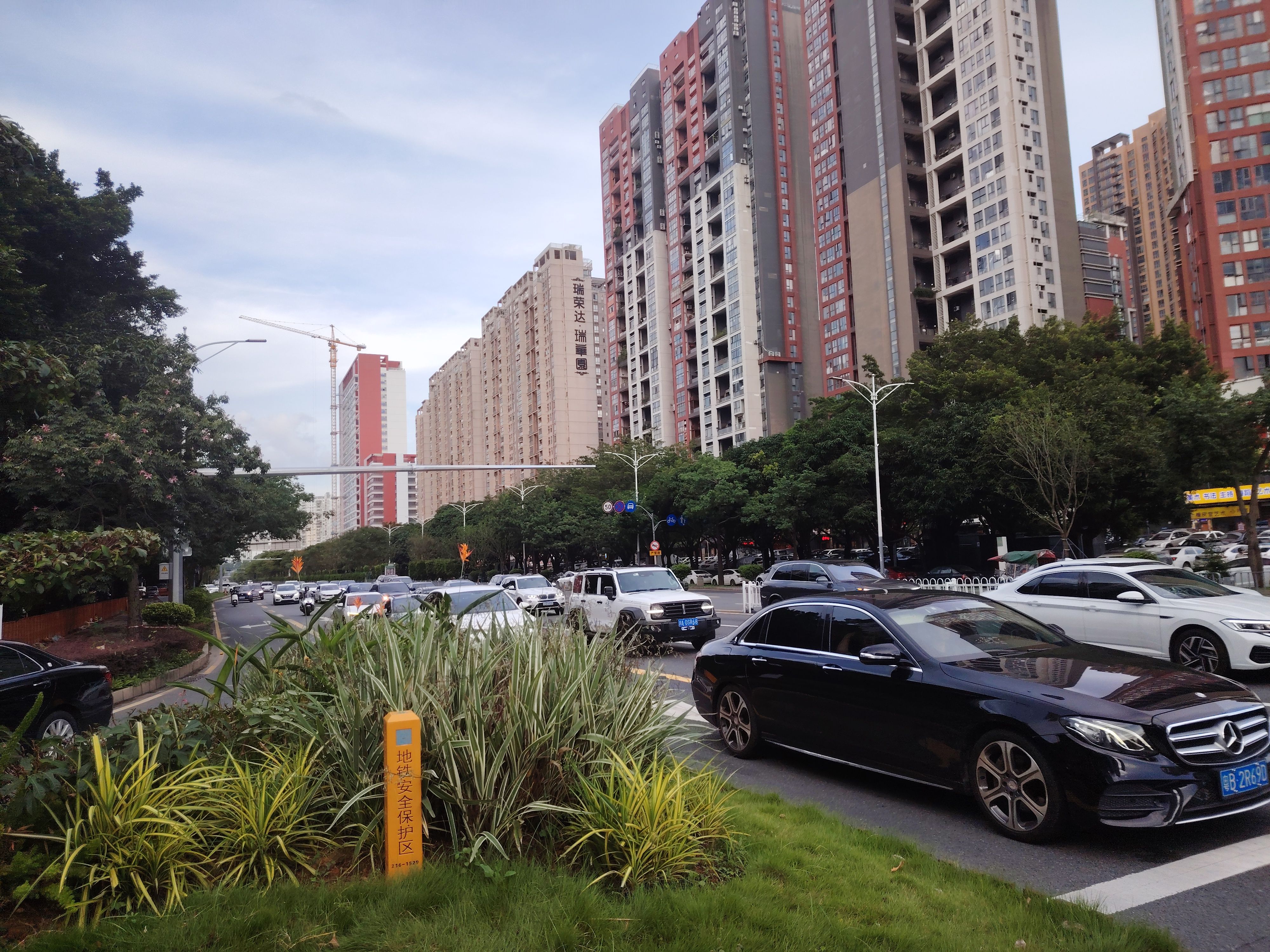
龙平西路回龙埔段

## 途經區域

##### 深圳市龙岗区（东段）
- 龍崗街道
- 龍城街道

##### 东莞市

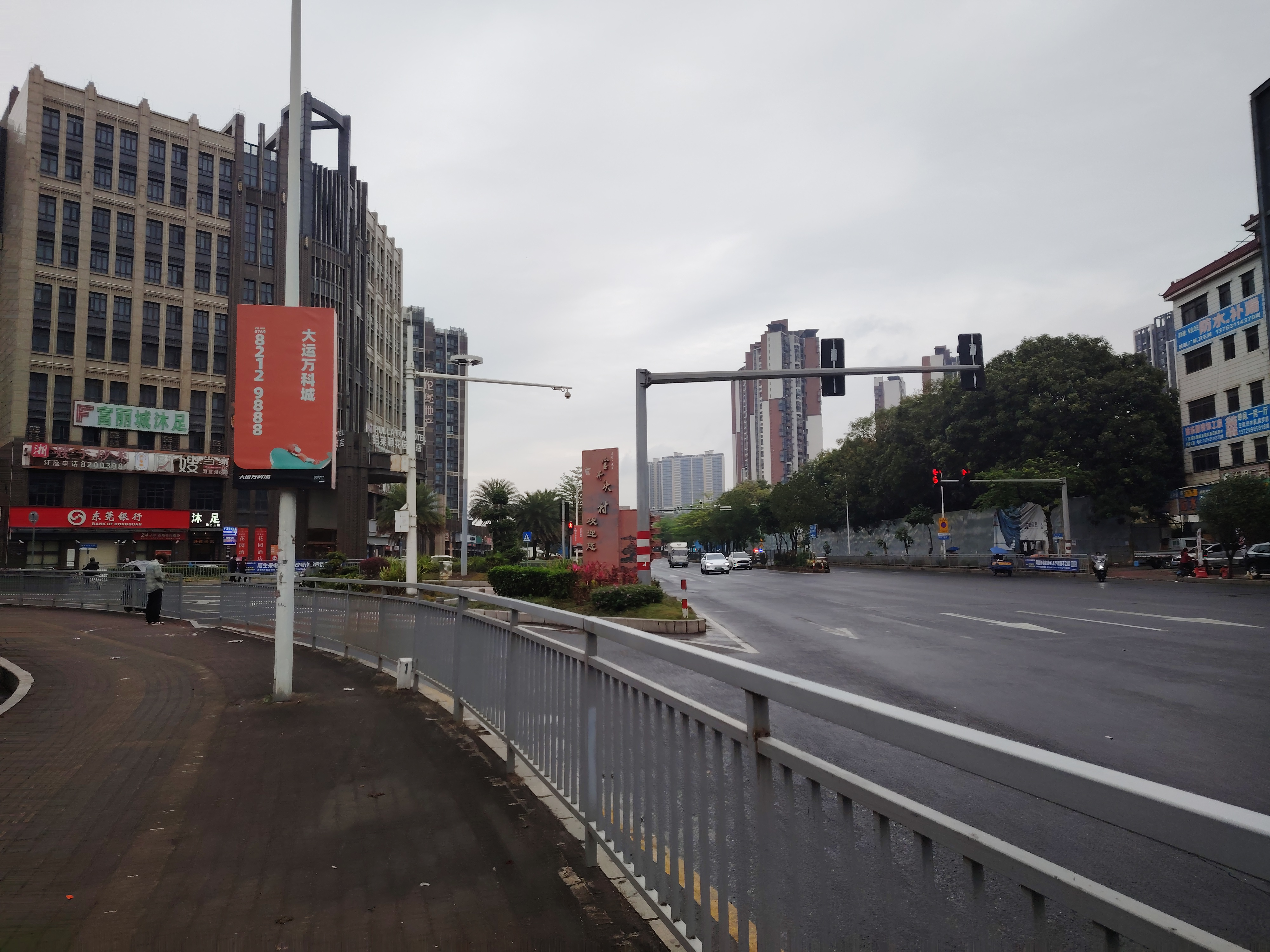
龙平西路凤岗官井头路段

- 凤岗镇

##### 深圳市龙岗区（西段）
- 平湖街道

| 观平路 | 西←龙平路→東 (龙平大道、平龙路) | 深惠公路 |